# Couvertpuis
Couvertpuis é uma comuna francesa na região administrativa de Grande Leste, no departamento de Meuse. Estende-se por uma área de 8,87 km². Em 2010 a comuna tinha 92 habitantes (densidade: 10,4 hab./km²).